# 작품 속 인공지능
작품 속 인공지능(artificial intelligence in fiction)에 관한 내용이다.
인공지능은 잠재적인 이점을 강조하는 유토피아든, 위험을 강조하는 디스토피아든 SF (장르)에서 반복적으로 등장하는 주제이다.
인간과 같은 지능을 가진 기계의 개념은 적어도 새뮤얼 버틀러 (소설가)(Samuel Butler)의 1872년 소설 에레혼까지 거슬러 올라간다. 그 이후로 많은 SF 소설에서는 그러한 지능을 창출하는 다양한 효과가 제시되었으며, 종종 로봇의 반란이 포함되었다. 이들 중 가장 잘 알려진 것 중에는 스탠리 큐브릭의 1968년 작품 2001: 스페이스 오디세이이다. 1977년 스타워즈 (영화), 픽사의 2008년 작품 월-E도 포함된다.
과학자와 엔지니어들은 많은 SF 시나리오가 타당하지 않다는 점을 지적했지만 인공 지능 연구 기사에서 허구의 로봇을 여러 번 언급했으며 대부분 유토피아적 맥락에서 언급했다.

## 같이 보기
- AI에 의한 탈취
- 인공지능 영화 목록